# Nationalisme jordanien

Drapeau de la Jordanie.

Le nationalisme jordanien est une idéologie nationaliste qui considère le peuple jordanien comme une nation distincte et s'efforce de maintenir la Jordanie en tant qu'État-nation indépendant. Il émerge comme l'un des trois courants nationalistes des années 1920, et s'est opposé à la fois au nationalisme palestinien présent dans la région et au nationalisme arabe hachémite promu par Abdallah Ier, le premier dirigeant de l'Émirat de Transjordanie.
La Jordanie est créée en 1921 en tant que protectorat britannique, pour honorer la promesse faite en temps de guerre à ses alliés hachémites contre les Ottomans. La famille royale hachémite est confrontée à un défi de la part des tribus locales, car elles poursuivent le « nationalisme arabe hachémite » comme principe directeur de leur émirat. L'arabisme hachémite était dédié à l'établissement de la Grande Syrie sous la domination hachémite, la Transjordanie étant considérée comme la première étape vers une plus grande unification plutôt que comme une nation séparée à part entière.

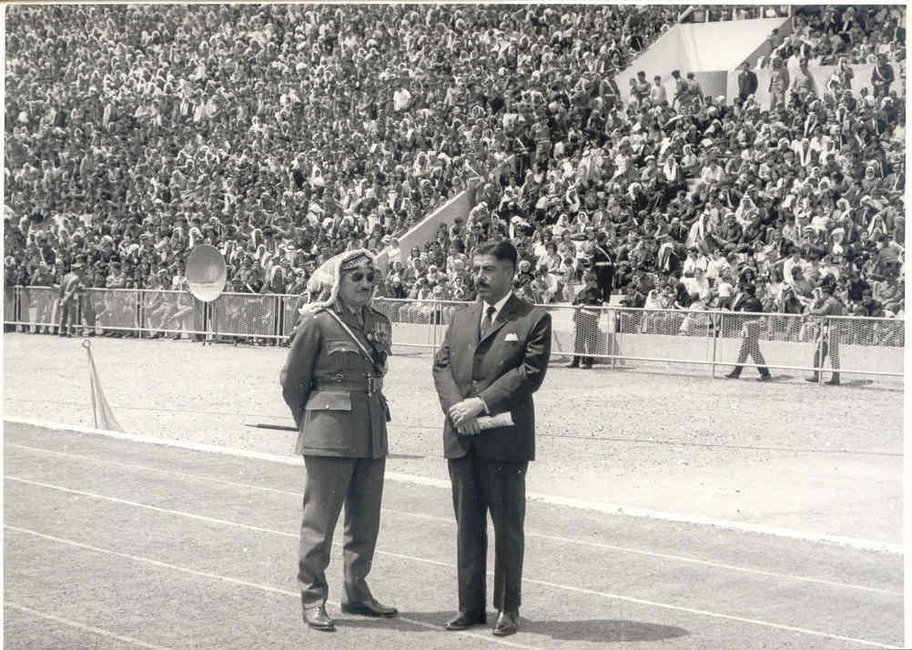
Un symbole du nationalisme jordanien : le chef d'état-major Habes al-Majali et l'ancien Premier ministre Wasfi Tall au stade international d'Amman.

Avant 1921, les habitants de la Transjordanie ne se définissent pas par une identité nationale mais par des identités régionales, fondées sur leur religion, leur village ou leur régionalisme. Le nationalisme jordanien émerge en opposition avec « l'autre étranger », qui est défini comme étant à la fois la dynastie britannique et la dynastie hachémite. Si l'identité jordanienne est encore naissante à l'époque, elle est explicitement basée sur l'antisémitisme. Irene Maffi identifie le mouvement national jordanien comme un obstacle majeur au panarabisme hachémite, avec une forte identité palestinienne qui commence à se former pendant la période coloniale. Le nationalisme jordanien commence à se développer dans les années 1920 et lutte pour les intérêts de la population autochtone, s'opposant aux politiques hachémite et rejetant leur domination comme étrangère.
La principale caractéristique du nationalisme jordanien est qu'il ne cherche pas à unifier la Transjordanie à d'autres États arabes ; il considère également la Transjordanie et la Palestine comme deux peuples et nations distincts, contrairement aux tentatives hachémite d'intégrer la Palestine. La première expression de l'identité nationale de la Transjordanie est la révolte d'Adwan de 1923, au cours de laquelle la tribu Adwan se révolte contre la dynastie hachémite sous le slogan « La Transjordanie pour les Transjordaniens ». En raison de son opposition à la fois à un État panarabe et à une union jordano-palestinienne, le mouvement national jordanien est aussi connu sous le nom d'« exclusivisme de la Cisjordanie ».

## Histoire
L'existence d'une communauté nationale en Transjordanie avant 1921 est attribuée à son homogénéité : la Transjordanie était beaucoup plus homogène que tous les autres territoires sous mandat du Moyen-Orient, et la seule division importante au sein de la population était fondée sur le mode de vie et l'économie, avec 54 % de sédentaires et 46 % de nomades. Les chrétiens constituaient environ 10 % de la population dans les années 1920 et se répartissaient entre les Grecs-catholiques, les catholiques et les grecs-orthodoxes. Outre les chrétiens, les Circassiens constituaient une autre minorité importante, soit environ 5 % de la population. Malgré cela, les relations entre la majorité sunnite et les minorités ethno-religieuses étaient bonnes, et tout conflit entre elles était « moins une question de religion ou d'ethnicité qu'une facette de la concurrence entre éleveurs et paysans pour le contrôle de la terre ».
Selon Nür Köprülü, l'une des premières expressions de l'identité de la Transjordanie est la révolte de Karak en 1910, affirmant qu'elle devait « occuper une place centrale dans l'histoire politique de l'entité jordanienne en ce qui concerne l'édification de sa nation ». La révolte est déclenchée par des politiques fiscales et de conscription excessives mises en œuvre par le mouvement nationaliste des Jeunes-Turcs, qui cherchaient à accélérer le contrôle ottoman sur le territoire jusque-là négligé. Outre les Karaks, la révolte a également été soutenue par les paysans druzes, bédouins et aljun locaux. La révolte a également été rejointe par la famille Majali, dirigeant local de Karak, indignée par la politique des Jeunes-Turcs, qui ne tolère pas le particularisme régional adopté par les sultans et les tribus locales de Transjordanie.
La capitale régionale et politique de la province syrienne, Damas, était trop éloignée pour avoir eu un impact sur la société de Transjordanie. Par conséquent, les identités locales et régionales se sont développées dans la région au lieu de l'identité syrienne. Compte tenu de la marginalisation de la Transjordanie, la sécurité de l'État était largement inexistante ; les liens locaux et tribaux dominaient en Transjordanie et assuraient une protection sociale et économique par le biais de la parenté et de l'élevage. Les tribus les plus importantes en Transjordanie étaient les Huwaytat, les Bani Sakhr, les Adwan et les Bani Hasan. Roger Owen soutient également que la Transjordanie a été administrée indirectement et n'a pas été soumise à la colonisation, ce qui a permis de ne pas perturber le régionalisme et le tribalisme généralisés.
Le pays est créé en tant qu'Émirat de Transjordanie en 1921 en tant que protectorat britannique, en échange de son alliance contre l'Empire ottoman pendant la révolte arabe de 1916-1918. Lorsqu'Abdallah Ier forme son premier cabinet royal cette année-là, il est complètement dépourvu d'indigènes de Transjordanie et se compose exclusivement de nationalistes syriens. Owen fait remarquer que cela « ressemblait à un gouvernement en exil et symbolisait bien les ambitions d'Abdallah de se rendre à Damas ». Le cabinet scandalise la population locale, suscitant l'opposition indigène à ce qui est dénoncé comme « le régime syrien ». Les tensions entre les Transjordaniens indigènes et le gouvernement dominé par les Syriens culminent avec la rébellion d'Adwan en 1923; la tribu Adwan cherchant à destituer les hachémites et à remplacer leur gouvernement par un nouveau gouvernement composé d'indigènes locaux, tout en maintenant l'indépendance de la Transjordanie. Pour cette raison, le slogan principal de la rébellion était « La Transjordanie pour les Transjordaniens ». Outre la révolte d'Adwan, Abdallah a également reçu des avertissements de la part de la tribu Bani Sakher, qui menaçait d'évincer les hachémites s'il n'abandonnait pas leurs ambitions panarabes au lieu de se concentrer sur l'amélioration des conditions sociales en Transjordanie.
En février 1928, la Transjordanie signe un accord avec le Royaume-Uni qui permet aux forces britanniques de gérer les installations de sécurité et de défense de la Transjordanie en échange d'un soutien financier, militaire et politique britannique, dont le régime hachémite devient de plus en plus dépendant. Le gouvernement royal instaure également une autonomie limitée avec la loi organique de 1928, qui crée un conseil législatif élu jumelé à un conseil exécutif, mais laissant finalement le pouvoir entre les mains de l'émir. Cela aggrave le problème de la surreprésentation étrangère, les bureaucrates gouvernementaux étant de plus en plus composés de fonctionnaires britanniques et palestiniens. La résistance à la domination hachémite se poursuit par les tribus locales, en plus des dynasties locales comme les Majalis et les Tarawna.
Les hachémites continuent à traiter la Transjordanie comme le point de départ de la Grande Syrie, Abdallah négociant avec la Commission Peel pour inclure son plan de négocier la Cisjordanie sous son règne. Cette proposition ayant été rejetée, Abdallah abandonne ses ambitions syriennes et cherche plutôt à étendre son pouvoir sur la Palestine, influençant activement la politique palestinienne. En septembre 1945, le Royaume-Uni proposa de placer la Palestine sous le contrôle de la Transjordanie, et Abdallah est autorisé à déployer ses forces en Palestine avant le retrait britannique en 1948, prenant le contrôle de la Cisjordanie juste avant la déclaration d'indépendance d'Israël. La Transjordanie annexe ensuite la Cisjordanie et change son nom en Jordanie en juin 1949. La Cisjordanie est officiellement intégrée à la Jordanie le 24 avril 1950, plaçant 700 000 Palestiniens sous contrôle hachémite.
L'annexion de la Cisjordanie par la Jordanie renforce l'identité jordanienne distincte à mesure que des tensions socioéconomiques et politiques apparaissent entre la Jordanie et les Palestiniens. Le mot « Palestine » et ses dérivés sont exclus du nom de la Jordanie et sont également complètement effacés des documents officiels, et leur utilisation est finalement totalement interdite. Les Palestiniens ont alors un fort sentiment de leur propre identité nationale distincte, ce qui les conduits à s'opposer au contrôle hachémite. Les tensions jordano-palestiniennes culminent avec l'assassinat du roi Abdallah par un nationaliste palestinien en 1951. Cela conduit à un rejet généralisé d'une communauté nationale entre Palestiniens et Transjordaniens, les deux groupes recherchant des identités nationales distinctes et indépendantes. Les deux parties s'accusent mutuellement de « jordanisation » des Palestiniens ou de « palestiniisation » de la Jordanie, l'annexion de la Cisjordanie ayant fait des Palestiniens une majorité dans le pays.
Les tensions prennent fin à la suite de la guerre des Six Jours et de l'occupation israélienne de la Cisjordanie. Après la perte de la Cisjordanie, la Jordanie tente d'expulser de son territoire les organisations et militants palestiniens qui y voient un tremplin pour le mouvement nationaliste palestinien. Les opérations jordaniennes contre les activités de l'Organisation de libération de la Palestine conduisent à l'épisode de septembre noir en 1970, lorsque les combats entre les forces de sécurité jordaniennes et les guérilleros palestiniens dégénèrent en guerre civile. La guerre s'intensifie avec l'invasion syrienne de la Jordanie. Toutefois, la Syrie subit de lourdes pertes et doit se retirer, et les organisations palestiniennes sont expulsées avec succès de Jordanie, transférant leur siège en Syrie et au Liban. En 1988, le roi Hussein désengage officiellement la Jordanie de la politique palestinienne, déclarant que « la Jordanie, c'est la Jordanie » et que « la Palestine, c'est la Palestine ». Cela marque la volonté de la dynastie hachémite d'abandonner ses ambitions panarabes au profit d'une identité jordanienne distincte.